# ガンスミスキャッツ
『ガンスミスキャッツ』 (GunSmith Cats) は、園田健一による日本の漫画作品。
本項では、続編『GunSmith Cats Burst』（ガンスミスキャッツ・バースト）、および関連作品『ライディングビーン』についても併せて記述する。

## 概要
『ガンスミスキャッツ』は、『月刊アフタヌーン』（講談社）にて、1991年2月号から1997年6月号まで連載。単行本全8巻、愛蔵版（Revised Edition）全4巻。また、1995年から1996年に掛けて全3巻のOVAが製作されている。
『GunSmith Cats Burst（ガンスミスキャッツ・バースト）』は、同誌2004年9月号から2008年11月号まで連載。単行本全5巻。前作の正統な続編であるが、ストーリー上の直接的な繋がりはない。単行本の第1巻には、前作と今作との間に誌上で発表された「読み切り版」が3編、冒頭に収録されている（本編が原則として連続ストーリーの長編スタイルなのに対して、読み切りは完全に1話完結の番外編の体裁をとっている。）。
両作品の内容は、凄腕の女賞金稼ぎラリーとその相棒のミニー・メイの活躍を描くガンアクションとなっている。作者の趣味である銃器や、1960年代のアメ車に関するマニアックな描写、現代アメリカの市民生活への通俗的観念にもとづく描写などが特徴。
『ライディングビーン』については、下記「ガンスミスキャッツ#ライディングビーン」参照。

## 登場人物
各人物の年齢は作中で説明されたもの及び単行本折り返しなどの紹介より。作中では「バースト」終了までに約4年の時間が経っている。
ラリー・ビンセント
本名：アイリーン・ビンセント。愛称の「ラリー」は賞金稼ぎを始めた頃に、仕事の依頼が来やすいように男性名を名乗ったため。インドイギリス系アメリカ人。身長170cm。体重51kg。凄腕のバウンティ・ハンター（賞金稼ぎ）として活躍。その一方でシカゴで銃砲店を営むガンスミスでもある。銃だけではなく車の運転技術も高い。愛車は長年1967年型シェルビー・コブラGT500を使用していたが、『ガンスミスキャッツ・バースト』で起きた爆弾テロ事件で爆破されてしまった。2台目として1970年型BOSS302ユニットに換装したフォード・マスタング・キングコブラを対拳銃防弾仕様で使用している。ターゲットとのチェイスなどでしょっちゅう車を破壊するため、「壊し屋ラリー」としてブラックリストに載っており保険が利かないとのこと（作中では愛車コブラの他、レンタルした車や代車のエランなど、数台を破損・或いは破壊している）。
物語開始当初は21歳と年齢を詐称していた（実年齢は19）他、フルオートモデル のサブマシンガンや爆弾等を所持していたり、本人の意図とは関係なく、裏取引の結果転がり込んできたマフィアの資金を着服したり、非合法の事柄にも幾つか関わっている。
愛銃は本人曰く「旧モデルで進化の頂点に行き着いた」と評するCz751stモデル。他に右袖、内腿、ブーツ内等に22口径のバックアップを装備していることが多い。チェコ製の銃が好み。武器を向けてくる相手には容赦なく銃弾を打ち込むが、銃（武器）を携帯していない相手には可能な限り引金を引かない。また相手を打ち倒す時も、「親指飛ばし（銃を保持した手の親指を撃ち抜く）」や「銃の機関部分を破壊する」といった直接致命傷にならない部分を狙い撃つため、作中では咄嗟の場合や追い詰められた時以外、相手を殺すことは滅多にない。
用心深く、枕の下に拳銃を仕込んで寝る習慣があり、これがないと寝つけないという癖がある。寝ている彼女の枕の下に手を入れようものなら間髪いれずに撃たれることになる。事実爆弾を仕込もうとした侵入者が持っていたコルト1911のハンマーを折り、爆弾を投げ捨てるが本人は全く覚えていない。
最初のゴールディとの対決以降、麻薬を激しく憎むようになり、ビーンに麻薬絡みの仕事を止めさせることを賭けて勝負したこともある。
ハンターという仕事を自身の正義をかけて全うしている非常に芯の強い性格。その反面、ハードボイルドな一面もあり、物語初期に、誘拐された娘を無理やり救出に向かわされたものの、娘は犯されて殺されるという作中で最も後味の悪いエピソードがあるが、ラリー自身には人質を殺されたことに対して心を痛める描写が全くない（あまつさえ犯人が使用したCz75拳銃を後に自分の愛銃にしている）。つまり彼女にとってこの程度のことは日常的なことであり、同時に彼女の悲しいまでの強さも表している（ただしこの件については、後にゴールディに洗脳された時に幻覚に登場したり、娘の墓参りを父親に拒絶されて悩む場面があるなど、実際は少なからずトラウマとなっている様子が見られる）。このことは「撃つために撃つんじゃない、信念を貫く為に撃つのよ！」というセリフに集約されている。
ゴールディとの激戦を繰り広げた後、幾つかの小事件を終えて、ハンター業を続けることを疑問に感じるようになるが、バースデイに仲間達や事件で助けた子供達から贈られたプレゼントを見て「やめるのやーめた！」と自分なりに結論を出す。
銃の技術に関しては父親から手ほどきを受け、幼少時は母親に押し付けられた習い事を抜け出して父とプリンキングに興じていた。お守りとして父に贈られたAR-7を大切にしている。車と並んでガンスミスとしての仕事にもプライドをもっており、自身が手掛けた銃や車が犯罪に使用される恐れがあると損得勘定抜きで行動する。
ちなみに未だにバージン。
「バースト」ではミスティとの離別とメイの出産により、パートナー不在となったことでハンター業はほぼ休業に追い込まれた。
ミニー・メイ
本名：メイ・ホプキンズ。ラリーの相棒。身長146cm。体重38kg。爆弾の専門家。薬品の匂いで爆発物を感知できるほど火薬の扱いに長けている。行方不明になった恋人・ケンが自分を見付けられるようにと、漢方の秘薬と鍼でケンと出会った頃（13歳。実年齢は物語開始当初で17歳）のまま成長を止めて、幼い容姿を保っている。ケンと離れ離れになった後、ラリーと出会うまではチャイナタウンの「紫猫館」と言う娼館で働いており、その容姿とは裏腹にかなりのベッドテクニックの持ち主で娼館時代に培った人脈もかなりの物。
爆薬の扱いに関してはケンから学び、爆弾の解体などでは腱鞘炎を患っているケンの片腕になることもある他、幼い容姿を活かして子どもに変装する事も多い。
普段から着用しているベストジャケットの内側には多種にわたる爆発物を縫い付けてあり、またパンプスの踵部分などにも信管と爆薬を隠し持っている。爆弾に名前をつけたり、食事に使う各種調味料の容器を手榴弾型のものにしたりと爆発物の愛好家の域に達しており、初期の頃のラリーには「爆弾魔（ボム・フリークス）」と呼ばれたことまであった。本人は「ボム・スペシャリストと呼んでよね」とさして気にしてもない様子。
「バースト」では再会したケンと入籍して「メイ・タキザワ」となり、未熟児ながらも男の子を出産、ガンスミスの常勤を辞め育児に励んでいる。

### その他
ベッキー・ファーラ
ラリー御用達の情報屋。23歳。身長169cm。体重52kg。かなりの情報網を持っているが、金にはうるさい。表の顔はフリー・ジャーナリストでイリノイ近辺の情報屋では一番の若手。愛車はBMW 2002だったがメンテナンスに金が掛かり過ぎたことからミスティに売りつけて、BMW 318tiコンパクトに乗り換えた。
先述の通り金に意地汚い面もあるが、ゴールディとの抗争の際には銃撃戦の中へ飛び出してラリーに銃を届けるなど仲間思いの面も見せる。ラリーは彼女に相当の「情報料のツケ」があるらしく、ラリーから請求される費用をツケから天引きするなど、よくそのことでラリーを泣かせる。また情報屋としてはそれなりに経験を積んでいるらしく、犯罪組織に捕まってもパニックを起こさない、ビーン相手に顔を合わせた交渉でも一歩も引かない等、肝は据わっている。（ただしビーンとのやり取りの後、「マジで怖かった…けっこうチビったかも」と泣きそうになっていた）護身用にS&W M36チーフススペシャルを所持していたが、「バースト」収録のミニシアター#2にてFN ブローニング・ハイパワー・カスタム（ラリースペシャル）に替えた。ちなみに、支払いは前述の通り情報料のツケで踏み倒した。
「バースト」では最終的に摘発スレスレの不動産や株取引を行うようになっており、ケンやメイに心配されている。
ミスティ・ブラウン
元空き巣少女。16歳。身長164cm。体重43kg。ラリーとの出会いは、彼女自身が仮保釈中に逃げ出し、保護依頼のターゲットとしてラリーに追跡されたことから。服役後ラリーの仲間に加わる。ピッキング（カギ開け）の名人で、ナイフもそれなりに使う。ラリーの相棒を志望するが、ラリーはショップとガンスミスの手伝いを希望している。レズビアンでラリーに気がある。とある事件ではビーンに体を張って助けられたことで、ビーンにも少し興味がある様子。
キャッツのメンバーの中では最年少だが、作品を通して、やたらと脱がされたり縛られたりボンデージにされたりとお色気シーンが多い。
「バースト」ではベッキーから買い受けたBMWの維持費に泣かされていた。ゴールディのドラッグ込みの「説得」を受け、ゴールディの元に身を寄せるようになる。逆「説得」を試みたラリーだが、ラリーがミスティにレズビアンとして愛情を向けてくれないことでラリーに冷めたと語り、ラリーに今なお執着を持っていても自分を愛してくれるゴールディの元で暮らすことを選択した。
ビーン・バンデット
本名不明。身長2メートルを超える大男で「ロードバスター」の名で知られる名腕の運び屋。28歳。体重102kg。最低でも4万ドルと言う破格の金さえ払えば、どんなものでも確実に目的地に送り届ける。その一方で仁義は通すことで知られ、敵は思いの外少ない。意に反する取引には応じないが、車のレースで勝負を申し込まれると乗ってしまう悪癖がある。
特注のオリジナルマシン「バフ」の他に1969年型シボレー・コルベット等数台を所有し、使い分けている。ラリーとは幾度となく関わる因縁の持ち主。本作におけるジョーカー的存在で、契約違反者や組織相手のケンカでは巨体にチェーンメイルとケブラー入りの防弾レザージャケットをまとい、撃たれても刺されてもお構いなしに暴れ回る（スタンガンの類も基本的に効果がない）。その姿には作中の裏稼業業界にもファンが多い。武器はナイフを使用し、銃器類は使いたがらない。とある話で彼の部屋にラリーとミスティが潜入した際、部屋のクローゼットや机の引き出しにはシースナイフ・フォールディングナイフは当然のこと、マチェットや日本刀まで所持していることが描かれていた。
当初はラリーと対立する立場が多かったが、ラリーとの賭け勝負に敗れ、約束を守って麻薬を運ぶ仕事は断るようになって以降、互いに協力する機会が増えている。彼に言わせると「仕事がバッティングしているだけ」だが、男女の仲としてではなく「相棒」としてラリーを誘ったことがあるが断られた。意外とフェミニストで、メイやミスティを身を挺して庇ったり、自殺を図ったゴールディのペットの少女達のために大量の輸血をしたこともある。前述のラリーとの賭けに負けるまではドラッグを運ぶ仕事も請け負っていたが、仕事以外の時には出くわしたドラッグの売人を叩きのめしてドラッグごと下水に捨てている。
ケン・ターキィ
本名：ケン・タキザワ。日系人。35歳。メイの恋人。爆発物のプロでメイに爆弾の知識を教えた師匠でもある。出会った当初はメイを男の子だと思っていた。ケンがロリコン趣味であることを知ったメイに誘惑され、手を出してしまう。登場時はグレイの組織の一員だった。腱鞘炎を患い、爆弾の作成に限界を感じて組織から抜けようとした際にラリー達と関わる。その後一度はメイと離れ離れになっていたが、組織からの追求をかわして新たな身分を作り、現在はラリー達の協力者となっている。
「バースト」ではついにメイと結婚するに至り、新婚旅行は故郷の日本。ビーンにはそのまま「ロリコン野郎」と呼ばれているが事実なので反論できないらしい。また、メイ曰く、アニメオタクでもあり、新婚旅行のお土産はメイのコスプレ衣装とプラモデルやマンガ本・アニメソフトだった。
ロイ・コールマン
シカゴ市警の警部。42歳。身長168cm。体重70kg。ラリーと仲が良く、互いに協力し合っている。正義感が強く、まさに「警察官」といった感じの人物。ラリーの良き友人ではあるが、その立場ゆえにラリーの非合法な方面での相談はしてもらえず苛ついた様子を見せることもある。ゴールディによって洗脳されたラリーに撃たれたことがあるが、それでも友情は続いている。妻の妹は他州の刑事で、ラリーを事情聴取したことがある。
長年回転式拳銃のコルト・ローマンMK-Ⅲの4インチを愛用していたが、オートマチックの一般化によって田舎のチンピラでも多弾倉のグロックを所持する様になり、署長から「相棒の安全の為にも多弾倉のオートを持て」と命令されて、ラリーの店を訪れ、お薦めでオートマチック（自動式拳銃）のSTIエッジに変更する。
「バースト」最終話エピローグではパーシー警部を不正疑惑で告発したが不問とされ、本人はローズモンド警察に異動となった。
ジェフ
シカゴ市警の刑事、 ロイ・コールマンの相棒。出番は多くないが、ラリーが警察署に用がある際にはよく顔を見せる他、ラリーとグレイとの抗争の際にはヘリで追撃するなどのシーンで登場。
リフ・ラフ
本名不明。身長172cm。体重54kg。ラリーやビーンにスピードでのライバル意識を燃やす女運び屋。前髪に特徴的なメッシュを入れているボーイッシュな容姿をしており、園田がキャラクターデザインを担当したOVAガルフォースのルフィーに酷似している。愛車はACコブラ427で、幾度となくビーンにレースを挑むが、その度にラリーやその他の事件に巻き込まれてレースとしての決着は（作中では）一度もついてない。
ボニー
第一話に登場した悪女。悪徳弁護士と組んでコカインの運び屋・ダッヂを謀殺して彼の隠し持っていたコカインを横取りしようとしたが、ラリーとかち合い、ラリーの銃撃と合流したメイの手榴弾で左手親指と両脚を失う。
警察病院に収容されたが、第三話で兄のクライドの手引きで脱走。義肢に隠し銃や対人地雷、ワイヤー・ソーを仕込み、ラリーたちに対しての復讐を企てる。爆弾テロ紛いの攻撃から始まって麻薬の不正取引（法律云々以前に取引相手を殺して金を奪った）の情報を聞きつけて居合わせたベッキーを人質にラリーを誘き出して殺そうと企てたが返り討ちとなった。
ちなみに彼女が逃走手段として雇った運び屋がビーンであり、この事件がラリーとの初顔合わせとなった。
グレイ
「ガンスミスキャッツ」前半の宿敵。ギャングの幹部。ケンに絡むトラブルでラリー達と対立してラリーに左手を吹き飛ばされ、以後ラリーに復讐心を燃やす。残忍かつ好戦的な性格で、腕を吹き飛ばされてからは義手に車のサスペンションスプリングを利用した射出式の巨大ブレードを取り付けていた。屈強な肉体を持ち、ビーン程ではないが9mmや22口径を撃ち込まれても全く怯まず、却って攻撃的になる程打たれ強い。ビーンもろともラリー達を抹殺しようとするが、最終的にラリーに打ち倒された。
ゴールディ・ムッソー
「ガンスミスキャッツ」後半の宿敵。高身長且つグラマラスな肢体に美貌を備える、イタリアンマフィアの女幹部。34歳。身長185cm。体重66kg。「鉄のゴールディ」の二つ名を持つ。祖父がマフィアの頭首だったため、18歳のとき内部抗争により一夜にして両親と兄を失う。祖父も跡目を継いだ後に謀殺され、以後大学時代に培った精神医学の知識を応用した「ケロシン」等のオリジナルレシピによる薬物を使ったマインドコントロールや洗脳を得意とし、マフィア内部での勢力を拡大する。その洗脳技術の威力は絶大で、一時はラリーですらコントロールされたことがある。ラリーの技量とその強い信念には注目しており、薬物抜きで完全に支配下に置こうと執拗に付け狙う。薬物と催眠暗示で洗脳した少女たちを常に侍らせており、おそらくレズビアンだと思われる。近接格闘に長け、その長い足から繰り出される蹴りは驚異的な威力を誇る。ブラックジャックなども扱う。祖父の死から来る独特の美学を持っており、それに背くことは善しとしない。ラリーとの戦いで死亡したと思われていたが、『ガンスミスキャッツ』最終巻ではラリーなどの記憶を失った状態で姿を見せる。
『ガンスミスキャッツ・バースト』にも再登場。過去の記憶と共にドラッグに関する重要情報も失っていた為、組織の存続が危ぶまれていたが事件でたまたま鉢合わせしたことからデニスの提案でラリーとの過去の対決シーンを再現し、記憶を取り戻す。ラリーに関しては殺し合いになった部分までしか思い出していない風を装っていたが、実際には手に入れようと執着した記憶と思いも思い出していた。
薬物を利用した人心掌握術はケロシンやパワーボールを使った「洗脳」から、専用の薬物を使う「説得」に進化しており、一度説得された相手を翻意させることは非常に難しくなっている。また、マフィアとしては過度な勢力拡大や活動を行わない「地元型」と評価されており、彼女の組織が主導権を握ると組織同士のイザコザは下部のチンピラ同士でも減少していた。
デニス・ローレン
ゴールディの腹心の部下。糸目の白人。40歳。元々はゴールディの祖父の部下だったが、彼が謀殺された際、その事実をゴールディに伝えるとともに、彼女に忠誠を誓うようになる。ゴールディがラリーとの戦いで記憶を失い、組織が弱体化したときも献身的とも言える忠義の厚さで補佐し続ける。その甲斐あってか、作中では部下に対して一切の信頼を持たない彼女に初めて労いの言葉をかけられた上、「お前の為ならあのハンターに対する憎しみも忘れよう」とまでの信頼を得た。
ハオ婆さん
メイの娼館時代に世話になった漢方師で進んで犯罪に手を出す訳ではないが、非合法の仕事にも関わるチャイナタウンの大物。ドラッグとその利用法に関してはイリノイでも屈指の腕を持っており、ラリーがゴールディの洗脳を受けた事件や後のドラッグ絡みの事件ではメイの伝手で知恵を借りた。
メイがローティーンからほとんど成長していないのは彼女の一門に伝わる秘伝を使ったため。秘伝を試させてくれたメイには恩を感じており、自身の裁量の範囲内で協力してくれる。
ミスターV
生き別れになっていたラリーの父親で「ラリー・ビンセント」本人。本業は作家で、銃のメダリストでもあり、後に銃砲店を開店するが留守中に押し入った強盗に妻を殺された。ラリーに銃の手解きをした師匠であり、その実力はラリーを凌ぐ。妻を殺した強盗団を追って裏世界に身を投じ、組織ごと独りで壊滅させた（ラリーが賞金稼ぎになった理由のひとつは父の消息に関する情報を得るためだった）。目的を達成した直後ゴールディに洗脳され、部下となってラリーの前に姿を現す。洗脳の「鍵」になっていたことが事実ではないと知って正気に戻り、ラリーを助けた後、警察の追跡から身を隠す。ラリーに電話で連絡を入れている場面から、無事に逃げ切っているようである。
ミセス・ターボ
非合法v8レースに参加していた女性。愛車は66'年型チャージャー（収納式のリアスポイラー装備）。ビーンとパーシーのゴタゴタでレースが流れたのに気付かずチェックポイントに飛び込んで逮捕される。
レースで助手席に乗っていた息子・ダニーはミニカーのコレクターで母親よりしっかりしており、逮捕された母親の保釈金を都合し、弁当持って迎えに来ていた。
パーシー・バカラック
『ガンスミスキャッツ・バースト』より登場する警部。46歳。カーチェイスにおいて多数のパトカーを潰して自身のプライドを深く傷つけたビーンを追って、デトロイト市警からシカゴ市警に転属してきた。警察官である自分は「正義の味方」なので悪人を倒すためなら何をしても良い、という偏った信念に基づき、非合法な手段まで駆使してビーンを抹殺しようとする。しかし姑息な手段はとらないと言う彼なりの正義感を持っている。V8マスタングマニアでもあり、愛車はラリーがシェルビー・コブラの代わりとして買おうとしていた1972年型マスタングマッハ1。ディック・ライアンという名の部下を持つ。OVA版『ライディング・ビーン』でも、基本的には同じ設定。
ディック・ライアン
28歳。パーシーがデトロイト時代に相棒の刑事を死なせてしまった結果、押し付けられた新米刑事。OVA版『ライディング・ビーン』では抜けたところの目立つ人物設定だったが、本作ではド素人ゆえにパーシーの指示通りに動くよう仕込まれたことで、ためらいなく致死目的に銃をぶっ放す危険人物となっている。

## OVA
1. THE NEUTRAL ZONE（1995年11月1日）
2. SWING HIGH!（1996年4月1日）
3. HIGH SPEED EDGE（1996年9月1日）

オリジナルストーリーで全三話が製作された。当初原作の絵柄をそのままアニメートする方針であったが一作目のみで断念、二作目以降は作画の効率を優先した絵柄に変更されている。

### スタッフ
- 監督 - もりたけし
- 演出 - 村田和也
- 脚本 - 金子篤二
- 総作画監督・キャラクターデザイン - 松原徳弘
- 作画監督 - 小林利充
- 音楽 - ピーター・アースキン
- 制作 - OLM

### キャスト
- ラリー・ビンセント - 根谷美智子
- ミニー・メイ・ホプキンズ - 荒木香恵
- ベッキー・ファーラ - 久川綾
- ロイ・コールマン - 沢木郁也
- ビル・コリンズ - 大塚芳忠
- ナターシャ・ラディノフ - 沢海陽子
- ジョージ・ブラック - 池水通洋
- エドワード・ハインツ - 加藤精三
- ジョナサン・ワシントン - 郷里大輔
- キャシー／ケイト - 平松晶子
- ジョナサン・グレイ - 小野健一
- ジョディー - 吉川虎範

## ライディングビーン
学研刊の月刊誌『アニメV』1988年9月号から1989年2月号まで連載された高橋昌也の小説『CRASH CHASE』の挿絵コミックとして掲載され、1989年にOVA化された。
運び屋ビーン・バンデットの活躍を描いた『ガンスミスキャッツ』の前身ともいえる作品で、ラリーが白人（本編ではインド系イギリス人を父に持つ有色人種）であったりビーンとラリーが相棒であるほか、パーシー警部の愛車がフォード・マスタング・マッハ1からシェルビー・コブラGT500（本編におけるラリーの愛車）に変わっているなどの相違点がある。
また、『COMIC NOIZY』1988年12月号から1989年10月号まで連載された園田健一による幻のコミック版が、『ガンスミスキャッツ』 愛蔵版（Revised Edition）の第4巻の巻末に逆読みで収録されている。

### スタッフ（ライディングビーン）
- 製作 - 藤田純二
- 原作・監修・キャラクターデザイン - 園田健一
- メカニック設定 - 園田健一、よしもときんじ、うるし原智志、L.ライム、藤田幸久
- 監督 - 長谷川康雄
- 演出 - 井出安軌
- 美術監督 - 佐藤広明
- 美術設定 - 夢野れい
- ストーリーボード - 園田健一、井出安軌、長谷川康雄
- 作画監督 - 田中正弘、上條修、大平晋也、奥田淳
- 編集 - 掛須秀一、石田悟、牧岡栄吾、掛須編集室
- 撮影監督 - 小西一廣
- 音響監督 - 松浦典良
- 企画 - 鈴木敏充
- プロデューサー - 田崎廣、三浦亨
- 制作 - アートミック、AIC
- 製作 - ユーメックス

### キャスト（ライディングビーン）
- ビーン・バンデット - 田中秀幸
- ラリー・ビンセント - 松井菜桜子
- セマーリン - 小山茉美
- パーシー・バカラック警部 - 富山敬
- キャリー - 林原めぐみ
- チェルシー・グリムウッド - 本多知恵子
- ジョージ・グリムウッド - 筈見純
- 署長 - 屋良有作
- ディック・ライアン - 飛田展男
- モーリス・グレイ - 小林通孝
- ガードマンA - 塩屋浩三
- ガードマンB - 田中和実、小杉十郎太
- ウェイトレス - 丸尾知子